# 图尔马利纳
图尔马利纳是巴西圣保罗州的一个市镇。总面积147.356平方公里，总人口2082人，人口密度14.1人/平方公里。